# Hüttwilen
Hüttwilen är en ort och kommun i distriktet Frauenfeld i kantonen Thurgau, Schweiz. Kommunen har 1 758 invånare (2023).
Kommunen består av byarna Hüttwilen, Nussbaumen och Uerschhausen.